# Bayons
Bayons är en kommun i departementet Alpes-de-Haute-Provence i regionen Provence-Alpes-Cote d'Azur i sydöstra Frankrike. Kommunen ligger  i kantonen Turriers som ligger i arrondissementet Forcalquier. År 2022 hade Bayons 202 invånare.

## Befolkningsutveckling
Antalet invånare i kommunen Bayons
Referens: INSEE